# Smålandsstövare
Der Smålandsstövare ist eine von der FCI (Nr. 129, Gr. 6, Sek. 1.2) anerkannte schwedische Hunderasse.

## Herkunft und Geschichtliches
Der Smålandsstövare stammt aus der Umgebung der Städte Jönköping und Huskvarna, aus der historischen Provinz Småland in Südschweden. Er hat einen guten Ruf als Hasen- und Fuchsjäger. Ein Merkmal, das häufig auftritt, ist der angeborene Stummelschwanz, ein Genfehler. Anfangs trat die Stummelschwänzigkeit bei 50 % der Welpen auf. Mit der Anerkennung 1921 verlangte der Svenska Kennelklubben, dass eine normal lange Rute anzustreben sei, da die Sterblichkeit der Welpen erhöht ist, wenn beide Elternteile die Anlage der Stummelrute haben (Semiletalfaktor). Trotzdem ist die Anlage zur Stummelschwänzigkeit in der Rasse nach wie vor verbreitet, so dass auch heute noch stummelschwänzige Hunde geboren werden. In der Bewertung haben diese Hunde keine Nachteile gegenüber normalschwänzigen.

## Beschreibung
Das Aussehen entspricht, vor allem bei Stummelschwänzigkeit, in etwa einem kleinen Rottweiler. Er wird bis 50 cm groß und 18 kg schwer; sein Fell ist schwarz mit loh, mittellang, dicht, rau mit kurzer Unterwolle, die weich und dicht ist. Die Ohren sind mittelgroß und hängend.